# Rod Mullinar
Rod Mullinar (Hereford, 1942) è un attore britannico naturalizzato australiano.
Ha iniziato la sua carriera verso la fine degli anni sessanta ed è principalmente noto per aver recitato nel film australiano Ore 10: calma piatta del 1989.
È stato sposato con la direttrice dei casting Liz Mullinar; i due lasciarono l'Inghilterra per l'Australia nel 1969.
Nel 1973 si è risposato con Penny Ramsey, che morì di cancro nel 2009; hanno avuto due figli.